# Rodís (La Coruña)
Rodís (llamada oficialmente San Martiño de Rodís) es una parroquia y una aldea española del municipio de Cerceda, en la provincia de La Coruña, Galicia.

## Otras denominaciones
La parroquia también es conocida por el nombre de San Martín de Rodis.

## Entidades de población
Entidades de población que forman parte de la parroquia:
- Abeleira (A Abeleira)
- Adro (O Adro)
- Baixa
- Barreiro (O Barreiro)
- Belir
- Brazal de Abaixo (O Brazal de Abaixo)
- Brazal de Arriba (O Brazal de Arriba)
- Buzarelos
- Cabadas (As Cavadas)
- Carballal (O Carballal)
- Carballás
- Carballeira (A Carballeira)
- Carril (O Carril)
- Cerdeira (A Cerdeira)
- Cerqueiras (As Cerqueiras)
- Coba das Andes (A Cova das Andes)
- Folgar (O Folgar)
- Fontán (O Fontán)
- Gosende
- La Silva (A Silva)
- Loureiro (O Loureiro)
- Mixón
- Ouriño (O Ouriño)
- Pasaxe (A Pasaxe)
- Pazos
- Piñeiro (O Piñeiro)
- Rodís
- Salgueiro (O Salgueiro)
- Sandián
- Sartego
- Sucadío (O Sucadío)
- Tablilla (A Tablilla)
- Tasende
- Toural (O Toural)
- Uzal (O Uzal)
- Vilamarta
- Vilameán
- Vilarbello (O Vilarvello)
- Xende

## Demografía

### Parroquia
| Gráfica de evolución demográfica de Rodís (parroquia) entre 2000 y 2019 |
|                                                                         |
| Datos según el nomenclátor publicado por el INE.                        |

### Aldea
| Gráfica de evolución demográfica de Rodís (aldea) entre 2000 y 2019 |
|                                                                     |
| Datos según el nomenclátor publicado por el INE.                    |